# Блерта
Блерта (алб. Blerta) — албанское личное женское имя.
В переводе с албанского языка означает «зелёный» или «цветок» (от слова blertë). Мужской вариант имени Блерта — Блерти (Blerti). Имя распространилось в независимой Албании после 1944 года и сохраняет популярность среди косовских албанцев.